# Małgorzata Jasek
Małgorzata Jasek (ur. 14 marca 1995) – polska siatkarka, reprezentantka kraju, grająca na pozycji atakującej i środkowej.

## Sukcesy klubowe
Liga rumuńska:
- 2022[7]